# Gimme Back My Bullets
Pour les articles homonymes, voir Gimme.
Albums de Lynyrd Skynyrd
Nuthin' Fancy
(1975) One More from the Road
(1976)
Singles
1. Double trouble
Sortie : mars 1976
2. Gimme Back My Bullets
Sortie : 1976

Gimme Back My Bullets est le quatrième album studio du groupe de rock sudiste, Lynyrd Skynyrd. Il est sorti le 2 février 1976 sur le label MCA et a été produit par Tom Dowd. Il est le premier album du groupe sans le guitariste Ed King.

## Historique
Pressé par leur label, MCA, Lynyrd Skynyrd entre en studios dès le mois de septembre 1975 soit six mois seulement après la sortie de Nuthin' Fancy avec leur nouveau producteur, Tom Dowd. Le groupe a très peu de nouvelles compositions et doit composer le nouveau matériel en studio un peu à la va-vite.
L'album a été enregistré en partie à Los Angeles au Record Plant, quatre titres, fin septembre / début octobre 1975) et à Macon aux studios Capricorn fin novembre, pour le reste. Cet album est paru le 2 février 1976 sur le label MCA Records. Entre les deux passages en studio, le groupe ira roder ses nouveaux titres pendant une tournée de trois semaines en Europe. Le titre de cet album était à l'origine "Ain't No Dowd About It", un jeu de mots pour rendre un hommage à leur producteur (Tom Dowd) que le groupe adulait et avait surnommé "Father Dowd".
Cet album est l'unique que le groupe a enregistré avec deux guitaristes (Allen Collins et Gary Rossington), Ed King avait quitté le groupe en juin 1975. En décembre 1976, trois choristes, JoJo Billingsley, Leslie Hawkins et Cassie Gaines seront engagées pour seconder le groupe sur certains titres. Ce trio fut nommé « The Honkettes », cependant sur le recto de la pochette du vinyle d'origine, il sera remercié sous le nom de « The Honnicuts ». Le frère de Cassie Gaines, Steve Gaines rejoindra le groupe au printemps 1976 en remplacemet d'Ed King.
Gimme Back My Bullets se classa à la 20e place du Billboard 200 aux États-Unis. Le single, "Double Trouble" se classa à la 80e place du Hot 100 le 27 mars 1976. Cet album sera le seul du groupe sorti avant l'accident d'avion en 1977 à ne pas être certifié disque de platine, il n'atteindra l'or qu'en 1981.

## Liste des titres

### Face 1
1. Gimme Back My Bullets (Gary Rossington, Ronnie Van Zant) – 3:28
2. Every Mother's Son (Allen Collins, Ronnie Van Zant) – 4:56
3. Trust (Allen Collins, Gary Rossington, Ronnie Van Zant) – 4:25
4. I Got the Same Old Blues (J.J. Cale) – 4:08

### Face 2
1. Double Trouble (Allen Collins, Ronnie Van Zant) – 2:49
2. Roll Gypsy Roll (Allen Collins, Gary Rossington, Ronnie Van Zant) – 2:50
3. Searching (Allen Collins, Ronnie Van Zant) – 3:17
4. Cry for the Bad Man (Gary Rossington, Allen Collins, Ronnie Van Zant) – 4:48
5. All I Can Do Is Write About It (Allen Collins, Ronnie Van Zant) – 4:14

## Musiciens

### Lynyrd Skynyrd
- Ronnie Van Zant: chant
- Allen Collins: guitares
- Gary Rossington: guitares
- Billy Powell: claviers
- Leon Wilkeson: basse, chœurs
- Artimus Pyle: batterie, percussions

### Autres musiciens
- The Honkettes (Cassie Gaines, JoJo Billingsley, Leslie Hawkins) : chœurs (5, 8)
- Lee Freeman: harmonica (4)
- Barry Lee Harwood: dobro, mandoline (9)

## Charts et certifications
| Pays        | Durée du classement | Meilleur classement |
| ----------- | ------------------- | ------------------- |
| États-Unis  | 16 semaines         | 20e                 |
| Canada      | 5 semaines          | 73e                 |
| Pays-Bas    | 1 semaine           | 20e                 |
| Royaume-Uni | 5 semaines          | 34e                 |
| Suède       | 1 semaine           | 50e                 |

| Pays       | Certification | Ventes    | Date       |
| ---------- | ------------- | --------- | ---------- |
| États-Unis | Or            | 500 000 + | 20/01/1981 |

Charts single
| Année | Single         | Chart   | Durée du classement | Position |
| ----- | -------------- | ------- | ------------------- | -------- |
| 1976  | Double Trouble | Hot 100 | 3 semaines          | 80e      |